# نادي المواصلات
نادي المواصلات الرياضي هو  نادي رياضي مقره في بغداد، العراق. قرر الاتحاد العراقي لكرة القدم تشكيل الدوري العراقي الممتاز كأول دوري وطني للأندية في البلاد في 18 أغسطس 1974. وتقرر دمج فريقين من الدرجة الأولى هما نادي الميناء ونادي البريد لتشكيل فريق المواصلات للمنافسة في الموسم الافتتاحي للدوري الجديد. احتل فريق المواصلات المركز الثالث في 1974-1975 ولكن تقرر حل النادي بعد موسم واحد فقط.

## روابط خارجية
- موقع كرة القدم العراقية